# Lebenslauf des heiligen Wonnebald Pück
Lebenslauf des heiligen Wonnebald Pück ist eine heitere Satire von Ricarda Huch aus der Sammlung Seifenblasen, die 1905 in der Deutschen Verlags-Anstalt in Stuttgart und Leipzig erschien.
Die Erzählung wurde ins Ungarische und Serbokroatische übersetzt.

## Inhalt
Herr Giselbert von Casalba, Erzbischof einer waldig-hügeligen, anonymen Kirchenprovinz, durch die bereits eine Bahnlinie führt, hat den Abt Wonnebald Pück zum Bischof von Klus befördert. Der neu ernannte Bischof ist heftig in die junge Witwe Lux Bernkuhle verliebt. Diese aber wohnt mit ihren Kindern – der dreijährigen Lisutt und dem zehnjährigen Brun – in der Nachbarschaft von Wonnebalds ehemaligem Kloster. Luxens Gatte, der Jäger Henne Bernkuhle, war in den Waldungen um das Kloster als Forstgehilfe von einem Wilderer im Kampf verwundet worden und darauf gestorben. Da trifft es sich gut, dass der Schwiegervater Christoph Bernkuhle – als Maulwurfsfänger in Klus angestellt – seines hohen Alters wegen einen Gehilfen braucht. Lux zieht – als Mann verkleidet – mit den Kindern nach Klus.
Der geistig ziemlich unbewegliche Abt Wonnebald hatte Lux, die im Kloster aufgewachsene Tochter einer Nonne, früher ihres Intellekts wegen als seine Briefe-Schreiberin bevorzugt. In Klus dann hält der genusssüchtige Bischof die ranke und schlanke Lux als Frau längst für nicht mehr so begehrenswert wie früher. Der sowieso zur Vielweiberei neigende Wonnebald wendet sich Hermenegilde von Lampe, einem kompakten Prachtweib, zu. Diese steht einem Stift für adelige Damen vor. Wonnebald schwängert Hermenegilde. Gleich nach der Geburt lässt Wonnebald sein Kind wegbringen.
Der Erzbischof Giselbert stellt dem etwa 50-jährigen Bischof Wonnebald seinen 26-jährigen Neffen Lando als Sekretär, sprich Aufpasser, zur Seite. Wonnebald, seiner äußerst kostspieligen Haushaltung wegen in ständiger Geldnot, fällt auf einen Spaß Landos und Luxens herein. Lando legt dem Bischof eine Alraune – in Wirklichkeit aber eine gewöhnliche Rübe – unters Kopfkissen, die über Nacht Goldstücke vervielfältigt.
Lando erkennt Lux als schöne Frau und verliebt sich in sie. Nachdem die „Alraune“ ihre Zauberkraft verloren hat, dringt Bischof Wonnebald in eine Seitenkapelle der Burgkirche ein und bricht zwölf Steine – Smaragde und Rubine – aus der Messingkrone der Millionenmaria; so wird ein Abbild der Gottesmutter von den Gläubigen in Klus genannt. Wonnebald beauftragt Lux mit dem Verkauf seines Diebesgutes bei einem Juwelenhändler in der Nachbarstadt. Er lügt der jungen Frau vor, die Kostbarkeiten habe er geerbt. Lux führt den Auftrag aus und übergibt Wonnebald das Geld.
Der reichlich neunzigjährige Maulwurfsfänger Christoph Bernkuhle stirbt. Die Wühltätigkeit der Maulwürfe in den Kluser Gemüsegärten macht die biederen Bürger rebellisch und rebellischer. Zudem fällt das Fehlen der Marienkrone auf. Der Juwelenhändler meldet sich. Lux wird beschuldigt, angeklagt, als Frau erkannt und eingesperrt. Der „unschuldige“ Bischof Wonnebald reibt sich ob dieser Wendung die Hände. Er möchte einen Hexenprozess, kommt aber im Eisenbahn-Zeitalter beim aufmüpfigen Kluser Stadtrat nicht durch. Außerdem beschwert sich Lando bei seinem Onkel. Wonnebald aber – nicht faul – setzt den Erzbischof ins Bild. Der Neffe habe mit Lux einen Liebeshandel. Giselbert von Casalba erscheint unangemeldet auf der Kluser Burg. Nach dem ersten Augenschein kann sich der Erzbischof selbst nicht mehr verstehen. Warum hat er den dummen, faulen Wonnebald das Bistum Klus gegeben? Der Bischof hat eine Idee, die sein kirchlicher Vorgesetzter gutheißt: Der Zauberin Lux soll Gelegenheit zur Flucht gegeben werden.
Die Mutter Hermenegilde verlässt das Kindbett, erscheint auf der Bildfläche und rächt sich für die Entführung ihres einzigen Kindchens. Nach ihrer Aussage habe Wonnebald der Millionenmaria die Krone gestohlen und mit Lux eine Unschuldige des Verbrechens bezichtigt. Wonnebald wird durch die Kluser Strafverfolgungsbehörde beider Verbrechen überführt. Der kirchenfeindliche Teil der Bürgerschaft möchte seinen Bischof richten. Wonnebald zieht seinen Kopf aus der Schlinge. Vor versammelter Gemeinde stellt er sich während eines Gottesdienstes, den er selbst leitet, als das Unschuldslamm dar. Die ergriffenen Bauern aus der Umgebung von Klus weinen mit dem Bischof um die Wette. Was hatte das einfache Volk so sehr gerührt? Wonnebald hatte ihm einen Bären aufgebunden: Als er an der Seitenkapelle vorübergegangen wäre, habe ihm die fürbittende Jungfrau mit dem hochheiligen Arm zugewinkt und dem armen Sünder ihre Krone auf den gebückten Kopf gesetzt. Wonnebald habe die Steine aus der Krone gebrochen und Hermenegilde übergeben. Die sollte sie veräußern und mit dem Erlös die Nackten kleiden und die Hungernden speisen.
Das kirchliche Leben kommt nach dem Bekanntwerden des soeben skizzierten Wunders von Klus in Schwung. Der Erzbischof kann sich zur glücklichen Besetzung der Kluser Kathedra nur gratulieren.
Nach Genuss einer offenbar schlechten Mahlzeit stirbt Wonnebald indes von heute auf morgen an einer Verdauungsstörung. Der Papst kann schließlich den einhelligen Wunsch der Kluser Bevölkerung nicht länger überhören. Rom reiht Wonnebald in die Galerie seiner Heiligen ein.

## Rezeption
- Brekle[3] weist anno 1972 auf die mehreren Auflagen der in diesem Artikel verwendeten Ausgabe (Insel Buch 58) hin und betrachtet kurz einen Aspekt der Ironie in der Schilderung von Wonnebalds Karriere: Wonnebald wird vom jeweiligen Vorgesetzten jedes Mal befördert, weil ein begangener Fehler vertuscht werden muss. Der Text gehört zu den Werken der Protestantin Ricarda Huch, in denen die Katholische Kirche humorvoll kritisiert wird.
- 27. Juni 1983, Peter Härtling in der FAZ auf S. 18: Huch, Ricarda: Lebenslauf des heiligen Wonnebald Pück.

## Buchausgaben

### Erstausgabe
- Seifenblasen. Drei scherzhafte Erzählungen. (Lebenslauf des heiligen Wonnebald Pück. Aus Bimbos Seelenwanderungen. Das Judengrab). Fraktur. 225 Seiten. Deutsche Verlags-Anstalt Stuttgart und Leipzig 1905

### Weitere Ausgaben
- Lebenslauf des heiligen Wonnebald Pück. Eine Erzählung. Insel-Verlag, Leipzig 1913. 84 Seiten. Insel-Bücherei Nr. 58 (verwendete Ausgabe: 51.–60. Tausend (um 1930))
- Lebenslauf des heiligen Wonnebald Pück. Eine Erzählung. Bibliothek Suhrkamp Nr. 806. Suhrkamp Verlag, Frankfurt am Main 1983. 126 Seiten